# جون جيرالد ميلتون
جون جيرالد ميلتون (بالإنجليزية: John Gerald Milton)‏ هو محامي وسياسي أمريكي، ولد في 21 يناير 1881 في جيرسي سيتي في الولايات المتحدة، وتوفي بنفس المكان في 14 أبريل 1977. حزبياً، نشط في الحزب الديمقراطي. وقد انتخب عضو مجلس الشيوخ الأمريكي.